# Port d'Aula
Le port d'Aula est un col pyrénéen d'une altitude de 2 260 à 2 265 m à la frontière franco-espagnole, entre l'Ariège et la comarque du Pallars Sobirà (province de Lérida). La commune frontalière espagnole est Alt Àneu et la commune française est Seix.

## Toponymie
Le qualificatif de « port » (latin portus) désigne dans les Pyrénées un col.

## Géographie
Du fait que la route reliant le col de Pause au port d'Aula est une des seules voies d'accès à la réserve domaniale du mont Valier, son usage est interdit aux véhicules motorisés, à l'exception des agents de l'ONF et de Météo-France.
À mi-chemin du col de Pause, la route n'est plus goudronnée. La piste, recevant le GRT56 depuis le GR10, longe l'étang d'Areau (1 886 m), puis l'étang de Pra Matau (2 136 m) et s'arrête à la frontière. Il n'y a pas de route sur le versant espagnol mais l'accès depuis Alos-de-Isil ne serait que de 4 ou 5 km.

## Histoire

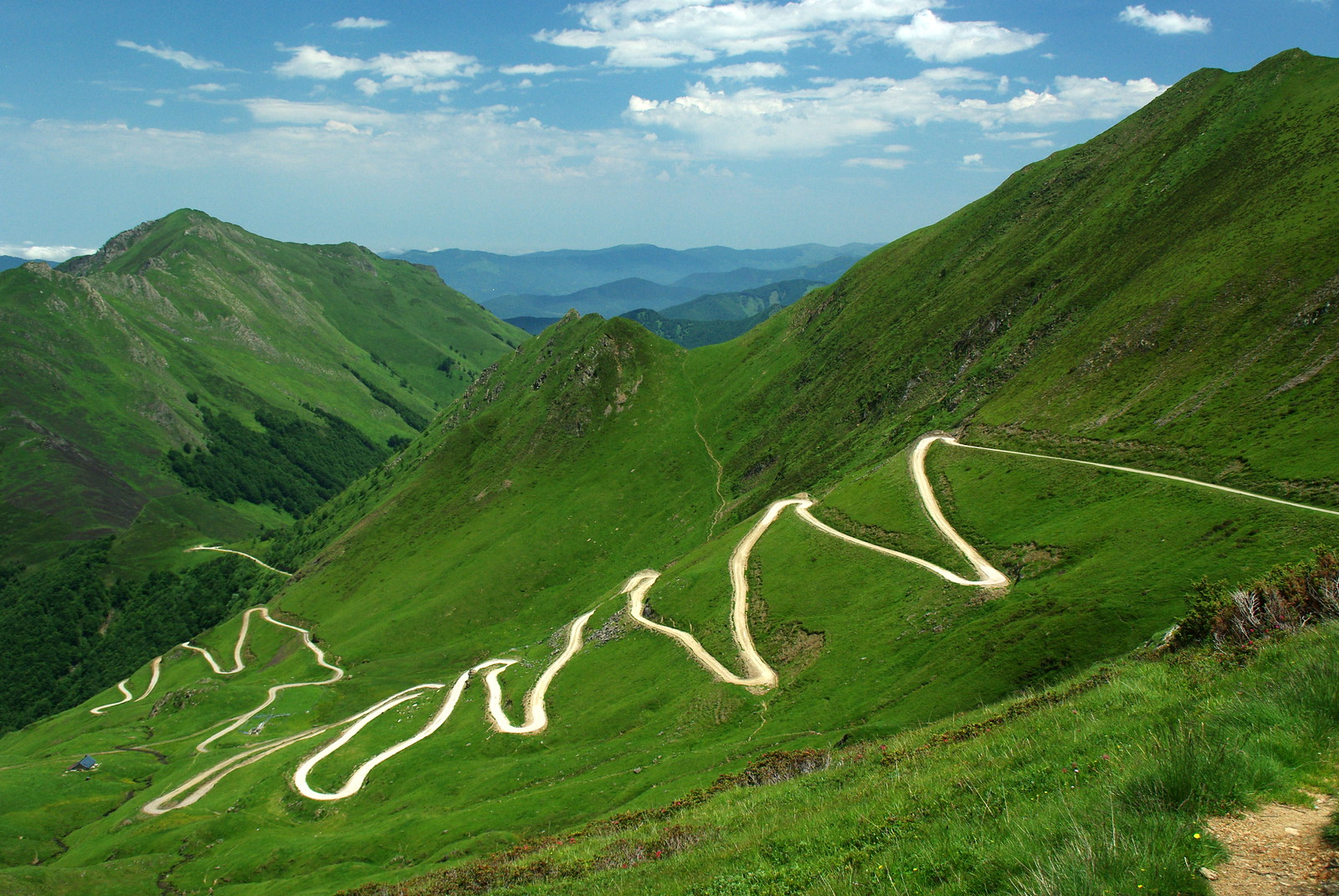
Les lacets montant au port d'Aula (commune de Seix).

Une route a été construite — c'est désormais la D703 — dans les années 1970, reliant la vallée du Salat au col de Pause, puis (à pied) au port d'Aula. Régulièrement survient l'idée d'ouvrir par ce col une liaison routière estivale à caractère touristique entre le Haut-Salat et la haute Noguera Pallaresa.

## Activités

### Mesures climatologiques
Une des 28 balises Nivôse de Météo-France sous forme d'une station météorologique automatique est installée au port d'Aula à 2 140 m, un des 8 sites pyrénéens. Ces stations ont été créées afin de permettre aux météorologues et plus largement au public d'accéder librement aux données par internet en temps réel concernant des lieux montagneux difficiles d'accès.
Autonome en énergie, la station se compose d'un thermomètre, d'un nivomètre, d'un anémomètre et d'un hygromètre.

### Observation ornithologique
Le port d'Aula est une station d'observation ornithologique.

### Randonnée
Outre les accès aisés vers le port de Salau ou en contrebas vers la Noguera Pallaresa et ses petits villages, le port d'Aula est un point de départ des montagnards avertis (fortes pentes herbeuses) pour le mont Valier par le col de la Tindareille (2 355 m).